# Лінь Фенмянь
Лінь Фенмянь (林风眠, 22 листопада 1900 —12 серпня 1991) — китайський художник КНР.

## Життєпис
Народився 1900 року у м. Мейсянь (провінція Гуандун). Син Лінь Юнуна, муляра та різьбяра. З дитинства цікавився живописом. У 1915 році вступив до Мейсяньської середньої школи, яку закінчив у 1919 році. У 1920 році вирушив на навчання до Франції. Спочатку навчався у художній школі м.Дижону, а згодом у Паризькому вищому училищі образотворчих мистецтв. У 1922 році виставляє свої роботи на виставках у Парижі та Страсбурзі. У 1923 році разом із друзям мандрував Німеччиною, де знайомився з місцевим мистецтвом. У 1924 році одружується з німкенею. Того ж року разом з товаришами формує мистецький ґурток, який наприкінці 1924 року організовує виставку у Страсбурзі. У 1924 році під час пологів помирає його дружина. Вже у 1925 році Лінь одружується вдруге й незабаром на запрошення Цай Юаньпея переїздить до Пекіна, де викладає у школі мистецтв. У 1926 році проводить першу персональну виставку.
У 1927 році Лінь став членом Комітету з Національної художньої освіти і допомагав створювати Національний коледж мистецтв (нині Чжецзянський коледж образотворчих мистецтв). У 1928 році Лінь був засновником у м. Ханчжоу Національної академії образотворчого мистецтва (попередник Китайська академія мистецтва). Лін Фенмянь був ключовою фігурою у просуванні навчання західному мистецтву в Китаї. Його учнями були Лі Кежань, У Гуанчжун, Чжао Уцзі. Також в цей час стає засновником мистецьких журналів «Аполлон» й «Афіна». З початком у 1937 році війни Японії з Китаєм йде у відставку, а незабаром усамітнюється.
У 1949 році Лінь Фенмянь повертається до громадського життя, його обирають заступником голови шанхайської філії Союзу китайських художників. У 1964 році відбулася його персональна виставка у Гонконзі. У 1966 році під час Культурної революції художник знищує більшу частину своїх експериментальних робіт, втім його все одно арештують. У в'язниці Лінь пробув до 1970 року. У 1977 емігрує до Гонконгу.
У 1979 році відбулися його персональні виставки у Гонконзі та Парижі. У 1989 році провів виставки на Тайвані. Помер 12 серпня 1991 року.

## Творчість
Намагався поєднати досягнення східного та західного мистецтва. На нього значно вплинули праці представників німецького експресіонізму, а також Анрі Матісса, Пабло Пікассо і Жоржа Руо. Роботи Лінь Фенмяня відзначаються барвистістю фарб, сміливістю, швидкими мазками. Відомими є роботи «Осінь», «Берлінська кав'ярня», «Спокій», «Лелеки», «Натюрморт», «Осінь у Цзяннані».
Він також опублікував численні статті, де досліджував взаємозв'язок мистецтва Сходу й Заходу, та обговорював майбутнє китайського живопису.